# Ahmed Reda Guedira
Ahmed Réda Guédira, né le 22 juin 1922 à Rabat et mort le 14 décembre 1995 à Paris, est un homme politique marocain, plusieurs fois ministre et conseiller du roi Hassan II.

## Biographie
Ahmed Réda Guédira est né le 22 juin 1922 dans une maison traditionnelle de la médina de Rabat. Dès l'âge de quatre ans, il est placé dans une petite école coranique. Il effectue ensuite ses études au collège royal de Rabat, puis au Lycée Gouraud à Rabat, qui portait alors ce nom avant d'être renommé après l'indépendance en Lycée Hassan II, il décroche son baccalauréat au même lycée. Il poursuit ensuite ses études universitaires à Rabat et à la faculté de droit de Paris pour devenir avocat. En 1947, il décroche sa licence en droit,.
Durant ses années d'éducation, il tisse des liens d'amitié avec Mohamed Rachid Mouline, avec qui, il fonde en 1937, alors qu'il n'avait que 15 ans, le parti des libéraux indépendants. C'est Mohamed Rachid Mouline et quelques membres de la famille de Guedira qui, d'après un proche, finança les études d'Ahmed Reda Guedira. Lors de ses études à Paris, il croisa Christiane Duval de Fontainebleau, avec qui, il fondera une famille à Rabat. Dès son retour à sa ville natale, il se lance dans une carrière d'avocat et débute par l'unification des tribunaux du Maroc lors de son stage réglementaire. Selon le politologue Mustapha Sehimi, Ahmed n'avait pas hésité à défendre des résistants qualifiés de terroristes par les français en tant qu'avocat. Il restera également fidèle à son parti des libéraux, surtout que son leader Mohamed Rachid Mouline est devenu très proche du sultan Mohammed V.
Ahmed Reda Guedira succédera en 1947 à Mohamed Rachid Mouline à la tête de l'Imprimerie impériale. C'est évidemment Mohamed Rachid Mouline qui recommanda Ahmed à ce poste puisque Mouline est promu à de nouvelles fonctions. Ahmed occupera ce poste pendant six ans jusqu'en 1953 lorsque Mohammed V et sa famille seront exilés. Il reprendra ainsi son poste d'avocat.
En 1955, il fait partie du cortège qui va négocier l'indépendance du Maroc à Aix-les-Bains sous la conduite du futur roi Moulay Hassan. Le 7 décembre 1955, lors de la formation du tout premier gouvernement marocain sous le nom de gouvernement Bekkaï I, il est nommé ministre d'État chargé des négociations entre le gouvernement marocain, français et espagnol sur l'indépendance du Maroc aux côtés des trois autres ministres d'États que sont Abderrahim Bouabid, Mohamed Cherkaoui et Driss M’hammedi,,.
Le 26 octobre 1956, après la dissolution du premier gouvernement marocain, il est nommé ministre de l'Information et du Tourisme dans le gouvernement Bekkaï II en compagnie de son camarade Mohamed Rachid Mouline du parti des libéraux indépendants. Il y a donc au total dans ce gouvernement deux membres du PLI. Ce gouvernement durera jusqu'au 16 avril 1958 lorsque le gouvernement Balafrej sera mis en place. Il ne sera pas choisi dans ce gouvernement pro-Istiqlaliens.
Lors de la formation du deuxième Conseil Hassan II, il devient ministre de l'Intérieur et de l'Agriculture le 2 juin 1961. Il est reconduit au même poste le 5 janvier 1963 dans le troisième Conseil Hassan II. Il gardera ce poste jusqu'au 13 novembre 1963.
Le 21 mars 1963, afin de contrer l'hégémonie du Parti de l'Istiqlal, il crée le Front pour la défense des institutions constitutionnelles (FDIC) que plusieurs partis rejoindront. Le FDIC remportera lors des élections législatives marocaines de 1963 un succès avec plus de 47,9 % des suffrages exprimés soit 69 sièges.
Le 28 juillet 1963, le FDIC consolide sa position en remportant les élections communales avec une large majorité, remportant 10 000 sièges sur 11200 (alors que le Parti de l'Istiqlal en a moins de 800). Le 13 novembre 1963, il est nommé ministre des Affaires étrangères dans le gouvernement Bahnini, poste qu'il gardera jusqu'au 3 novembre 1965,.
En 1973, il est avocat des aviateurs impliqués dans le coup d'État avorté contre le roi Hassan II.
Il fut membre de la franc-maçonnerie.

### Mort
Ahmed Reda Guedira est mort le 14 décembre 1995 à l'Hôtel-Dieu à Paris[réf. nécessaire].

## Galerie